# 1992 w grach komputerowych

Artykuł opisuje ważne wydarzenia w 1992 roku w branży gier komputerowych. Zobacz też: historia gier komputerowych.

## Wydane gry
- 15 kwietnia – Indiana Jones and the Fate of Atlantis[1]
- 5 maja – Wolfenstein 3D[2]
- 8 października – Mortal Kombat[3]
- 6 grudnia – Final Fantasy V[4]
- dokładana data wydania nie znana – Aerobiz
- dokładana data wydania nie znana – Golden Axe: The Revenge of Death Adder